# 걸프렌즈 (2009년 영화)
《걸프렌즈》는 대한민국의 코미디 영화이다.

## 캐스팅
- 강혜정: 송이 역
- 한채영: 진 역
- 허이재: 보라 역
- 배수빈: 진호 역
- 김혜옥: 송이 엄마 역
- 정인화: 팀장 역
- 홍교진: 박대리 역
- 조은지: 현주 역
- 박원빈: 클럽남 역
- 김용운: 액션형님 1 역
- 오달수: 목소리 의사 역특별출연

- 김광규: 부장 역특별출연

- 황현희: 재훈 역특별출연

- 박성웅: 진 남편 역특별출연

- 이호성: 송이 아빠 역특별출연

- 손정민: 내연녀 역특별출연

- 최송현: 수경 역특별출연

- 공정환: 미카엘 역특별출연

- 지대한: 택시운전사 역특별출연

- 손호영: 유명남 역특별출연